# Afag Malikova
Afag Suleyman gizi Malikova (en azerí: Afaq Süleyman qızı Məlikova; 18 de enero de 1947, Bakú) es una bailarina y coreógrafa de Azerbaiyán, directora artística del Conjunto Estatal de danza de Azerbaiyán.

## Biografía
Afag Malikova nació el 18 de enero de 1947 en Bakú. Estudió en la Escuela de Coreografía de Bakú, en la clase de Leyla Vakilova. Se graduó de la Universidad Estatal de Cultura y Arte de Azerbaiyán.
Entre 1963-1974 fue solista del Conjunto Estatal de danza de Azerbaiyán. Afag Malikova fue directora artística del Conjunto Estatal de danza de Azerbaiyán desde 1982.
Afag Malikova fue galardonada con la Orden Sharaf en 2017.

## Premios y títulos
- Artista de Honor de la RSS de Azerbaiyán (1975)
- Artista del pueblo de la RSS de Azerbaiyán (1978)[4]
- Orden Shohrat (2001)
- Orden Sharaf (2017)